# Дорохин, Владислав Александрович
Владислав Александрович Дорохин (8 сентября 2000, Елец, Россия — 21 июня 2022, Егоровка, Донецкая область, Украина) — российский военнослужащий ВМФ, гвардии матрос. Герой Российской Федерации (посмертно).

## Биография
Учился в Елецкой средней общеобразовательной школе № 12. В седьмом классе был зачислен в класс кадетского направления воздушно-десантных войск. В 2016 году семья переехала в Симферополь, где Дорохин в следующем году окончил гимназию № 1. В 2017 году поступил в Крымский университет культуры, искусств и туризма по специальности «туризм». В мае 2019 года взял академический отпуск и отправился на срочную службу в Ракетные войска стратегического назначения. После окончания службы перешёл на заочное обучение.
В феврале 2021 года подписал контракт с Черноморским флотом и был назначен матросом-мотористом БЧ-5 (электромеханическая часть) сторожевого корабля «Ладный», приписанного к порту Севастополя. В 2021—2022 годах находился в командировке в Санкт-Петербурге на строительстве корвета «Ретивый». Весной 2022 года вернулся в Севастополь. В апреле 2022 года команда «Ладного» была переведена на крейсер «Москва», который 14 апреля был потоплен, однако Дорохин не был на борту, поскольку находился в наряде на КПП.
В мае 2022 года подал рапорт о переводе в морскую пехоту и был назначен стрелком-наводчиком БТР-82 810-й отдельной бригады морской пехоты. 
С 12 мая 2022 года участвовал во вторжении на Украину, сражался на Угледарском направлении. 21 июня 2022 года погиб
Похоронен в Симферополе на кладбище «Абдал-2».

## Семья
Отец — Дорохин Александр Алексеевич
Мать — Дорохина Ольга

## Награды
- Герой Российской Федерации (14 ноября 2022 г., посмертно)[1] — «за мужество и героизм, проявленные во время исполнения воинского долга». 22 декабря 2022 года медаль «Золотая звезда» была передана родным Дорохина командующим в то время Черноморским флотом вице-адмиралом Виктором Соколовым в Севастополе[2].

- Орден Мужества (2022, посмертно)
- Золотой значок спортивной организации «Готов к труду и обороне» (2016—2017)

## Память
- 9 декабря 2022 года открыта мемориальная доска в честь Дорохина на здании Елецкой средней общеобразовательной школы № 12, которой в 2022 году также было присвоено его имя.
- 15 декабря 2022 года в присутствии главы Республики Крым Сергея Аксёнова и заместителя командующего Черноморским флотом контр-адмирала Вячеслава Родионова  открыта мемориальная доска на здании Симферопольской гимназии № 1[3].
- В феврале 2023 года десантному катеру Д-296 проекта 02510 из состава отряда катеров разведывательного пункта специального назначения Черноморского флота присвоено наименование «Владислав Дорохин»[4].
- Имя Дорохина нанесено на открытый в Севастополе мемориал в честь погибших в российско-украинской войне моряков 30-й дивизии надводных кораблей[5].